# 原慎一
原 慎一（はら しんいち、1982年11月7日 - ）は、日本の俳優、お笑い芸人。山梨県出身。ワタナベエンターテインメント所属。法政大学卒。身長171cm、体重80kg。
コントユニット夜ふかしの会のメンバーとして活動している。

## 出演
単独での出演を記載。メンバーとしての出演は夜ふかしの会を参照。

### テレビ
- GTO 完結編 〜さらば鬼塚！卒業スペシャル（関西テレビ、2013年4月2日） - 後藤雅司 役
- 刑事110キロ 第1話（テレビ朝日、2013年4月25日） - 氷川京太郎 役
- 日曜劇場 おやじの背中 第10話（TBS、2014年9月14日）
- 世界法廷ミステリー（フジテレビ、2014年11月15日） - 弁護士 役
- 痛快TV スカッとジャパン（フジテレビ、2015年4月20日）
  - 「イヤミ課長の休日」に店員 岡田文則役で出演。
- 趣味どきっ！恋する百人一首 第6回（Eテレ、2016年1月11日） - 彼氏 役
- ドクターカー 第3話（読売テレビ、2016年4月28日） - 権藤の友人 役
- 痛快TV スカッとジャパン（フジテレビ、2016年6月13日）
  - 「スカッとばあちゃん」に父親役で出演。
- 営業部長 吉良奈津子（フジテレビ、2016年7月21日 - 9月22日） - アートディレクター 佐竹巧 役（レギュラー）
- プリンセスメゾン 第3話（NHK BSプレミアム、2016年11月8日）
- メディカルチーム レディ・ダ・ヴィンチの診断 第8話（フジテレビ、2016年11月29日）- ディレクター 役
- ネタパレ（2017年5月26日、11月3日） - ディレクター役

### 映画
- 真田十勇士（2016年） - 町の男

### ＣＭ
- キリン一番搾り生ビール「堤真一 まちがう人」篇（2018年）

### 舞台
- ウォーキング・スタッフ プロデュース リーディング公演「回転する夜」（2012年12月4日 - 12月9日）
- 劇団EXILE「さよなら西湖クン」（2013年5月24日 - 6月2日）
- オフィスコットーネ プロデュース「ガーデン garden」（2014年5月21日 - 5月26日）
- WBB vol.7「バリスタと恋の黒魔術」（2014年11月8日 - 11月16日）
- 火曜日のゲキジョウ 「二宮正晃のコント部 × UNKNOWN 71GER」（2015年9月1日）
  - 二宮正晃のコント部「コント部の発表会」に出演。
- 東京２／３（2017年5月10 - 5月14日）

## 脚本・演出

### コントライブ
- mjbコントライブ「mix! jam! blend! assemble!」（2021年11月13日、14日、アトリエファンファーレ高円寺）（脚本・演出）[1]
- mjbコントライブ「Re:mix!jam!blend!」（2022年11月10日 - 13日（予定）、DDD青山クロスシアター）（脚本・演出）[2]

## 関連商品

### DVD
- WBB vol.7「バリスタと恋の黒魔術」（2015年）